# Smadovicioara de Secu
Smadovicioara de Secu – wieś w Rumunii, w okręgu Dolj, w gminie Secu. W 2011 roku liczyła 252 mieszkańców.